# Ivanité
Bratrstvo poustevníků neboli ivanité poustevníci (Congregatio fratrum eremitarum divi Ivani) byla v 18. století česká římskokatolická řeholní kongregace, pojmenovaná podle legendárního prvního českého poustevníka svatého Ivana, které byli podřízeni poustevníci, do té doby nezávislí na církevních strukturách.

## Vznik
Poustevny byly zřizovány z různých důvodů, některé i řeholními řády či vrchností, v barokní době byla jedním z motivů poustevníků i snaha oprostit se od klášterního společenství. Podle geologa Václava Cílka byli poustevníci té doby více oblíbení než zbožní a k poustevničení se v nouzi uchylovaly i kriminální živly a jejich působení doprovázely leckdy krádeže či pletky, docházelo ke konfliktům s církevní hierarchií i obyčejnými lidmi. To vedlo pražského arcibiskupa Františka Ferdinanda z Khünburgu ke snaze sdružit poustevníky do kontrolované organizace.
Roku 1725 dosáhl arcibiskup Khünburg povolení papeže Klementa XII. a krále Karla VI. k založení řádu. Bratrstvo založil roku 1725 Dominik Antonín Stey (1670–1738), bývalý učitel z Jablonného (dnešního Jablonce), řeholním jménem Pavel od Panny Marie. Zakladatel řádu sepsal Poustevnickou reguli svatoivanské kongregace aneb bratrstva, která knižně vyšla pod názvem Lilium Convallium. Statuta bratrstva schválil pražský arcibiskup Daniel Josef Mayer 28. dubna 1732.
Poustevníci přijímali řeholní jméno, nosili hřebíčkově hnědý hábit se škapulířem a špičatou kápí, u pasu měli kříž a černý dřevěný růženec na černém koženém opasku, jímž byli přepásáni. Členové žili v poustevnách a žili z rukodělných prací a milodarů, případně pečovali o poutní kostely a kaple jako kostelníci, zvoníci či hrobaři, za což někde dostávali obživu od vrchnosti. Někteří poustevníci se věnovali přírodnímu lékařství, pořádání pobožností s kázáním a zpěvem, malířství, řezbářství, knihvazačství, výrobě brýlí a podobně. Bez svolení vrchnosti nesměli poustevníci opustit poustevnu, neorganizované poustevničení bylo zakázáno.
Poustevny byly například ve Svatém Janu, v Prokopském údolí, na hradě Sloupu, v Teplicích nad Metují, v Přelouči, na Vyšehradě či v Chuchli. Mezi nejvýznamnější poustevny ivanitů patřila poustevna na Křemešníku.

## Zánik
Podle Cílka docházelo i po založení bratrstva záhy k uvolnění mravů i k divokému, neorganizovanému poustevničení. Roku 1768 mělo bratrstvo už jen 32 členů. Roku 1771 byla z mravnostních důvodů nařízena revize řádu.
Marie Terezie zakázala bratrstvu přijímat nové členy. Josef II. 12. ledna 1782 bratrstvo svým patentem zrušil a poustevnický život zakázal. V době zrušení mělo bratrstvo 83 členů. Poustevníci byli povinni se dostavit v doprovodu příslušného faráře na vrchnostenský úřad, pořídit si světský oděv a ostříhat vousy. V témž roce byly v rámci josefinských reforem zakázány poutě a hudba při veřejných bohoslužbách, v letech 1782–1787 byly rovněž postupně zrušeny kontemplativní řeholní řády.